# Quatuor ESCA
ESCA est un quatuor à cordes canadien fondé en 2004.

## Membres
Autrefois connu sous le Quatuor 4ailes et depuis 2017 sous le nom Quatuor ESCA,. Le quatuor initialement fut composé d'Amélie Lamontagne (premier violon), Édith Fitzgerald (second violon), Sarah Martineau (alto) et Camille Paquette-Roy (violoncelle) .

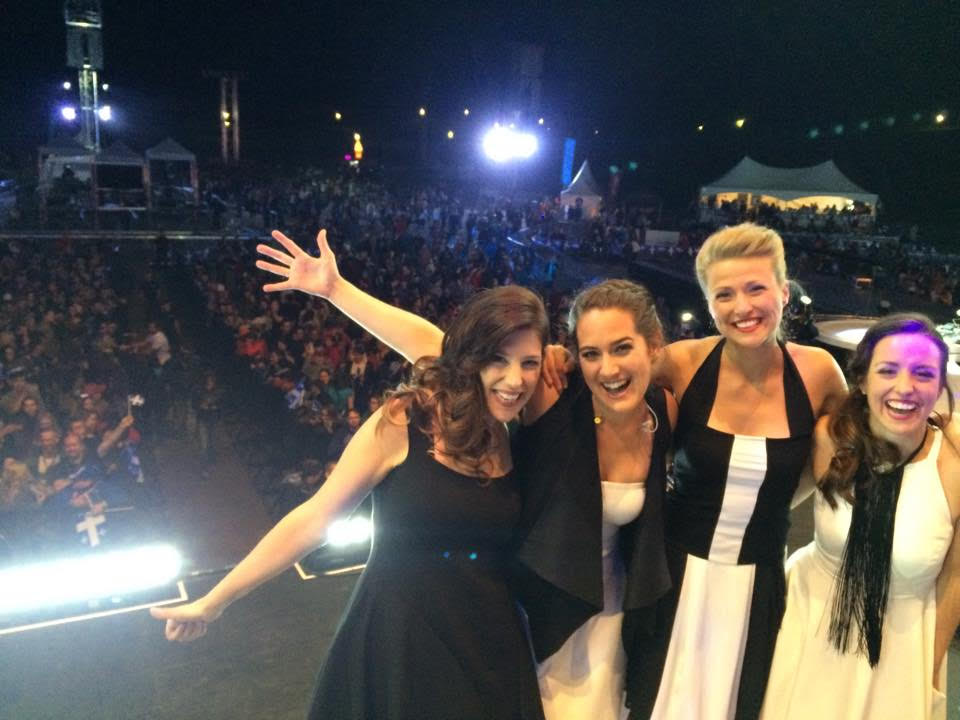
Le Quatuor ESCA en concert au Festival d'été de Québec(2016)

Camille Paquette-Roy (violoncelle) fut remplacée en 2022 par  Julie Dessureault.

## Activité musicale
Les genres musicaux qui ont été interprétés sont éclectiques. L’agenda du quatuor à cordes conjugue musique classique et musique pop-urbaine.
Depuis sa fondation le groupe a participé a plusieurs concerts et a accompagné plusieurs artistes à la télé dont : Jean Leloup, Ingrid St-Pierre, Diane Dufresne, Cœur de Pirate, Jean-Pierre Ferland, Half Moon Run, Harry Manx,.
Le groupe a participé à l'enregistrement de plusieurs albums dont: Isabelle Boulay, Diane Tell, Nicolas Pellerin et les Grands Hurleurs, Les Sœurs Boulay, Beyries, Pascale Picard, Cédrik St-Onge, Gabrielle Shonk,. Elles ont aussi participé aux trames sonores : Cirque du Soleil (ALEGRIA), Stone, Joyeux calvaire
De même le quatuor a collaboré a la création de plusieurs œuvres de compositeurs contemporains dont: François Vallières, Maxime Goulet, Antoine Gratton, Sébastien Lépine, Marc-André Landry.

## Télévision et concerts
| Événement - tournée                 | Artiste(s)                                                   | Année     |
| ----------------------------------- | ------------------------------------------------------------ | --------- |
| Miserere , tournée 25e anniversaire | Bruno Pelletier                                              | 2024      |
| Télé-Québec                         | Les temps fous, Édith Cochrane                               | 2024      |
| Gala de l’ADISQ                     | Alexandra Stréliski et Daniel Bélanger                       | 2023      |
| Tournée Sous influence              | Bruno Pelletier                                              | 2022      |
| Émission Belle et bum               | Spécial Noël                                                 | 2022      |
| Tournée Fragments                   | Quator esca et la pianiste Amélie Fortin                     | 2022-2023 |
| Half Moon Run                       | Half Moon Run                                                | 2022      |
| Gala de l’ADISQ                     | Quatuor Esca, Francois Vallières (Fragments-4. Variations II | 2022      |
| Émission Y’a du monde à messe       | Spécial Noël                                                 | 2020      |
| Les femmes de ma vie                | Jean-Pierre Ferland                                          | 2019      |
| Émission En direct de l’univers     | Spécial Noël                                                 | 2019      |
| Émission Belle et bum               | Spécial Diane Dufresne                                       | 2019      |
| Tournée paradis City                | Jean Leloup                                                  | 2015-2016 |

## Discographie
| Artiste(s)                          | Album                                     | Année |
| ----------------------------------- | ----------------------------------------- | ----- |
| Le quatuor esca et Krystina Marcoux | Amazones                                  | 2024  |
| Le Quatuor Esca                     | Fragments                                 | 2022  |
| Half Moon Run                       | A Blemish In The Great Light              | 2019  |
| Alex Nevsky                         | Chemin Sauvage                            | 2019  |
| Les sœurs Boulay                    | single Nous après nous                    | 2019  |
| Laurence Castera                    | Les hauts lieux                           | 2019  |
| Monsieur Mono                       | Les sessions Piccolo                      | 2019  |
| Cédrik St-Onge                      | Et si j’étais à des années-lumière        | 2019  |
| Le Quatuor Esca, Coeur de bois      | Heïka - EP                                | 2019  |
| Jesse Mac Cormack                   | Now                                       | 2019  |
| Diane Dufresne                      | Meilleur après                            | 2018  |
| Thomas Hellman                      | Rêves américains Tome 2 : La Grande Crise | 2018  |
| Stone                               | Hommage à Plamondon                       | 2018  |
| Les Grands Hurleurs                 | Chouïa                                    | 2018  |
| Rita Tabbakh                        | Sous le ciel de Paris                     | 2018  |
| Apashe                              | Requiem                                   | 2018  |
| Pascale Picard                      | The Beauty We’ve Found                    | 2018  |
| Allyson Pétrin                      | Tison                                     | 2018  |
| Gabrielle Shonk                     | Habit                                     | 2017  |
| Beyries                             | Single Maman                              | 2017  |
| Kim Churchill                       | Weight Falls                              | 2017  |
| Joseph Edgar                        | Thème Unis Tv                             | 2017  |
| Ariane Vaillancourt                 | Fig                                       | 2016  |
| Alexis Normand                      | Éponyme                                   | 2016  |
| Half Moon Run                       | Sun Leads Me On                           | 2016  |
| Imaginations 5                      | 5.1                                       | 2016  |
| The Brooks                          | Pain And Bliss                            | 2016  |
| Dans l'Shed                         | Rivière Rouge                             | 2015  |
| Peter Henry Philips                 | The Origin                                | 2015  |
| Jean Leloup                         | À Paradis City                            | 2015  |
| René Simard                         | Un Nouveau Rêve                           | 2015  |
|                                     | La Voix                                   | 2015  |
| Milk and Bone                       | Little Mourning                           | 2015  |
| André Papanicolaou                  | Strange Nights                            | 2015  |
| Sophie Pelletier                    | Le Désert, La Tempête                     | 2015  |
| Brooks                              | Adult Entertainment                       | 2014  |
| Film LE RÈGNE DE LA BEAUTÉ          | Trame Sonore                              | 2014  |
| Diane Tell                          | Passé Simple                              | 2014  |
| Artistes variés                     | Les Duos Improbables 2                    | 2014  |
| Marie-Élaine Thibert                | Cent Mille Chansons                       | 2013  |
| Jason Bajada                        | Le Résultat De Mes Bêtises                | 2013  |
| Nadja                               | Des Réponses                              | 2013  |
| Alexandre Poulin                    | Le Mouvement Des Marées                   | 2013  |
| Marco Calliari                      | Mi Ricordo                                | 2013  |
| Ingrid St Pierre                    | L’Escapade                                | 2012  |
| Artistes variés                     | Les Duos Improbables                      | 2012  |
| Isabelle Boulay                     | Les Grands Espaces                        | 2011  |
| Ingrid St Pierre                    | Ma P’Tite Mamzelle De Chemin              | 2011  |
| Surface of Atlantic                 | A Frame Per Season                        | 2010  |
| Surface of Atlantic                 | Ephemeral As We Speak                     | 2007  |
| Nicolas Ciccone                     | Nous Serons Six Milliards                 | 2006  |